# Bomdila
Bomdila est une ville indienne située dans le district du Kameng occidental dans l’État de l'Arunachal Pradesh. En 2001, sa population était de 6 685 habitants.

## Source de la traduction
- (en) Cet article est partiellement ou en totalité issu de l’article de Wikipédia en anglais intitulé « Bomdila » (voir la liste des auteurs).